# Publi Deci (llegat)
Publi Deci (en llatí Publius Decius) va ser un militar romà del segle ii aC.
Era un dels legats de l'exèrcit que va combatre contra els il·liris l'any 168 aC. Va ser el que va portar a Roma la notícia de la victòria romana i la captura del rei Gentius.